# Pier Vittorio Tondelli
Pier Vittorio Tondelli (ur. 14 września 1955 w Correggio, Reggio Emilia, zm. 16 grudnia 1991) – włoski pisarz, którego debiut przypada na rok 1979. Autor powieści Altri libertini (Libertyni inaczej). Uważany za prekursora tzw. młodej włoskiej literatury, autor wielu inicjatyw promujących młodych pisarzy. Sukces, który odniósł jako pisarz, często zagłuszany był przez głośne skandale jakie wywoływały jego dzieła i konflikty z cenzorami, spowodowane przez pojawiające się w powieściach wątki homoseksualne i szokujący nierzadko język.

## Edukacja
Tondelli uczęszczał do liceum w Correggio. O środowisku, w jakim przyszło mu dorastać, pisał: 

zwykli ludzie, prości ludzie, tacy, co nawet jeśli sprzedają się na ulicy, to i tak stronią od plotek i głównych stron gazet.

 W 1974 rozpoczął studia na nowo powstałym wydziale Sztuki, Muzyki i Spektaklu (DAMS) Uniwersytetu Bolońskiego.

## Działalność literacka
Początkowo pisywał artykuły do sekcji kulturalnej miejscowych gazet, tworzył własne krótkie opowiadania, traktujące głównie o nastoletnich frustracjach wynikających z budzącego się poczucia odmienności i konfliktu wartości katolickich. Interesował się teatrem – opublikował skróconą wersję Małego Księcia Exupéry’ego, podpisując ją swoim wczesnym pseudonimem – Vicky. W 1979 ukończył swoją pierwszą powieść, która później została przerobiona i wydana pod zmienionym tytułem.
W 1980 na ręce krytyka literackiego Alda Tagliaferri złożył ukończoną powieść Altri libertini, która po poważnych cięciach została wydana, zyskując uznanie krytyków i spory rozgłos zwłaszcza wśród czytelników młodszego pokolenia. W dwadzieścia dni po pojawieniu się dzieła w księgarniach Tondelli został oskarżony przez władze o propagowanie obscenicznych treści, proces jednak został umorzony.
Podczas służby wojskowej publikował na łamach gazety serie artykułów zatytułowanych Dziennik żołnierza Acci (Il diario del soldato Acci). Doświadczenia z wojska przekształcił później w powieść Pao pao (1982, wyd. Feltrinelli). Wtedy też poznał François Wahla, ważną postać sceny literatury gender, która pozostała istotnym punktem odniesienia w jego dalszej pracy literackiej. Rozpoczął pracę nad Rimmini, którą porzucił, by zająć się dramatem Dinner Party, traktującym o kryzysie pokolenia trzydziestolatków.
W 1985 nakładem wyd. Bompiani ukazało się ukończone Rimmini, które krytycy określili jako powieść o kulturze konsumpcyjnej. Z opinią tą nie zgadzał się autor, który w opisie wybrzeża morza adriatyckiego widział raczej potencjał do pomieszczenia różnorodnych historii i różnorodnych sposobów ich opowiedzenia, opisania rzeczywistości włoskiej tamtych na lat na sposób sentymentalny, egzystencjalny czy dramatyczny. Powieść odniosła sukces komercyjny, lecz i tym razem nie udało uniknąć się atmosfery obyczajowego skandalu i groźby ocenzurowania co bardziej naturalistycznych opisów. W odpowiedzi na to Tondelli zajął się stworzeniem Projektu Under 25 (Progetto Under 25) mającym ułatwić drogę do debiutu młodym twórcom. Podjął krótkotrwałą współpracę z włoskim Corriere della Sera.
Nie zrezygnował z działań w polu kinematografii – wraz z młodymi reżyserami kilkakrotnie próbował zabrać się za ekranizacje swoich dzieł – bezskutecznie – kolejno rezygnując ze wszystkich propozycji. W tym samym czasie jednak, wiele opowiadań ze zbioru Altri libertini zostało przeniesionych na deski teatrów w Mediolanie i Correggio. W 1985 zaczął pisać do miesięcznika Rockstar, gdzie w kolumnie zatytułowanej Culture Club zwracał się do młodych czytelników, udzielając im wskazówek odnośnie do wyborów literackich.
W 1986 przeprowadził się na stałe do Mediolanu. Dużo jeździł po Europie, bywał w Paryżu, Berlinie i Amsterdamie, a temat podróży stał się powracającym tłem dla jego późniejszych opowiadań. Wciąż pracował nad drugim tomem Projektu Under 25, nakładem niewielkiego wydawnictwa ukazały się w ok. stu kopiach jego Liściki dla przyjaciół (Biglietti agli amici) – prywatne dziełko, przeznaczone dla niezwykle wąskiego grona odbiorców, z których każdy otrzymał osobno dedykowany egzemplarz.
Pracę nad Oddzielnymi pokojami (Camere Separate) rozpoczął w 1988. Dzieło odbiegało stylem od dotychczasowego, wzbudziło jednak entuzjazm krytyków i stało się podstawą dla filmu Manuzziego Sabato Italiano z 1992. Tondelli udzielał się jako wykładowca, prowadził seminaria dla studentów w płn. Włoszech, zajmował się krytyką literacką (Cabine! Cabine!) i rozpoczął projekt Mouse to mouse mający odzwierciedlać zmiany zachodzące we współczesnym mu społeczeństwie włoskim.
Współpraca z Fulvio Panzerim zaowocowała wydaniem w 1990 pierwszego tomu zbioru Postmodernistyczny weekend. Kronika lat 80'. (Un weekend postmoderno. Cronache dagli anni ottanta) obejmującego wszystkie literackie, eseistyczne i dziennikarskie publikacje Tondelliego.

## Choroba i śmierć
W 1991 roku, po przeprowadzce do Bolonii trafił do szpitala w Correggio z objawami AIDS. Wiadomość o chorobie utrzymywał w tajemnicy. Zmarł 16 grudnia 1991 roku i został pochowany na niewielkim cmentarzu w okolicach Correggio.

## Twórczość
- Altri libertini (wyd. Feltrinelli) – Libertyni inaczej (wyd. Korporacja Ha!Art, 2012)
- Pao Pao (wyd. Feltrinelli)
- Rimini (wyd. Bompiani)
- Un weekend postmoderno. Cronache dagli anni Ottanta (wyd. Bompiani)
- Biglietti per gli amici (wyd. Baskerville)
- Canzoni (wyd. Leonardo)
- Camere separate (wyd. Bompiani)